# Converse (Texas)
Converse è un centro abitato degli Stati Uniti d'America, situato nella parte nord-orientale della contea di Bexar dello Stato del Texas. Si trova lungo la Farm Road 1976, a tredici miglia a nord-est dal centro di San Antonio.

## Storia
La città di Converse è stata fondata nel 1877 a seguito della costruzione del tracciato della ferrovia da Houston a San Antonio. Prese il nome dall'ingegnere capo della Southern Pacific Railroad, James Converse, che fu maggiore nell'esercito confederato durante la guerra civile. Incaricato di proseguire i lavori della ferrovia, tracciò i primi quattro lotti urbani nel 1872 e il primo treno passò nel 1877. Un ufficio postale venne aperto nel 1878 e nel 1885 si contavano una trentina di abitanti, principalmente agricoltori di origine tedesca. I raccolti predominanti erano il cotone e il mais ed erano presenti anche aziende lattiero-casearie. La comunità agricola rurale prosperò poiché le merci potevano essere spedite grazie alla ferrovia in tutti gli Stati Uniti. Nel 1896 la città aveva un saloon, due sgranatrici di cotone e una drogheria. Nel 1927, le famiglie di Converse fondarono la prima società 4-H del Texas, attiva ancora oggi. La popolazione nel 1946 era di 175 abitanti; nel 1965 contava 900 residenti e ventidue attività commerciali. Converse è diventata un sobborgo di San Antonio. Nel 1990 la comunità aveva una popolazione di 8 887 abitanti e nel 1991 aveva settantatré imprese.